# Haima M3
Haima M3 — субкомпактный седан, выпускающийся китайской компанией Haima с 2013 года.

## Описание
Haima M3 был представлен в 2013 году на Шанхайском автосалоне. Ценовой диапазон варьировался от 59800 до 89800 юаней.
В ходе разработки автомобилю присваивался индекс Haima V30. Затем в ноябре 2012 года название сменилось на M3, а сам автомобиль дебютировал в Гуанчжоу.

Haima M3 оснащён 1,5-литровым рядным четырёхцилиндровым двигателем с клапанным механизмом DOHC, развивающим мощность 112 л. с. и крутящий момент 147 Н⋅м. Двигатель сочетался в паре с пятиступенчатой механической или же с четырёхступенчатой автоматической трансмиссией. Расход топлива составляет 5,9 л/100 км.

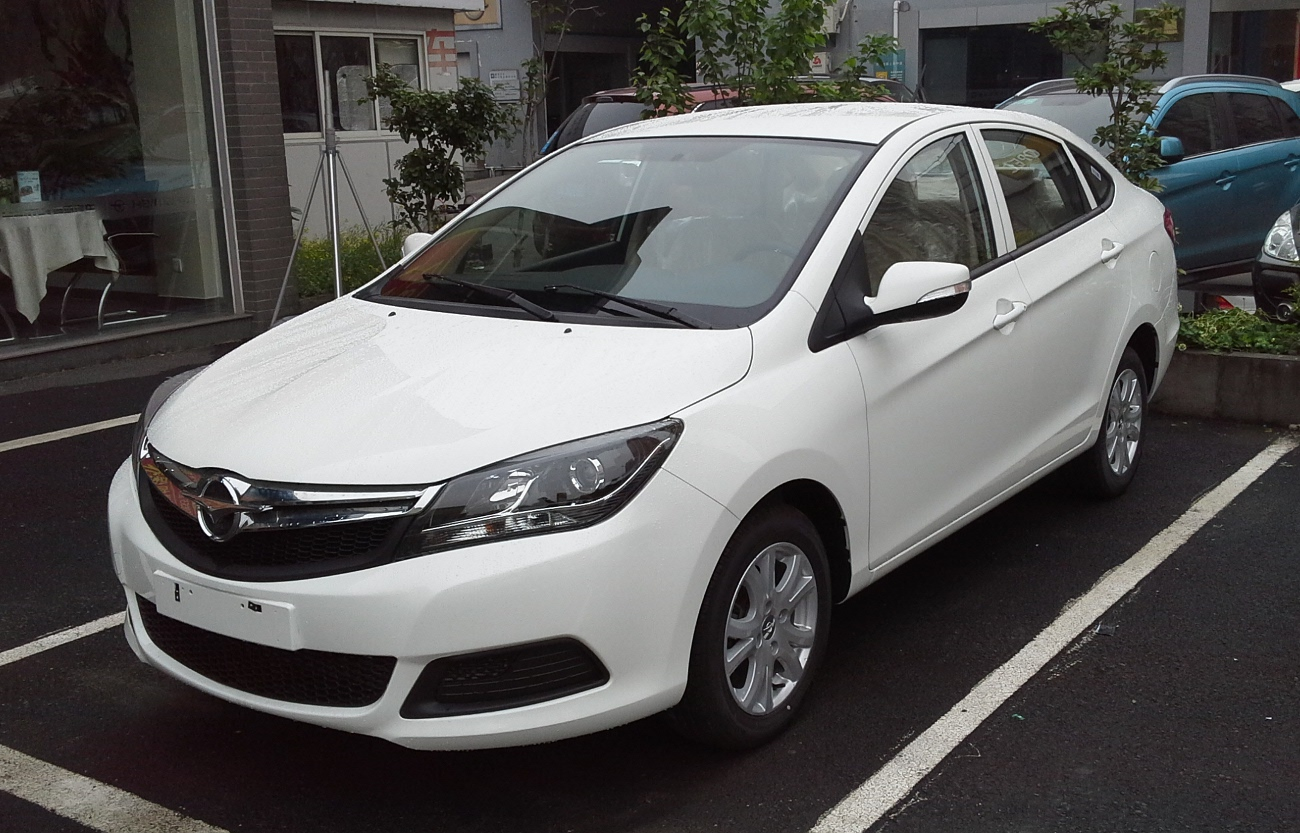
Вид спереди
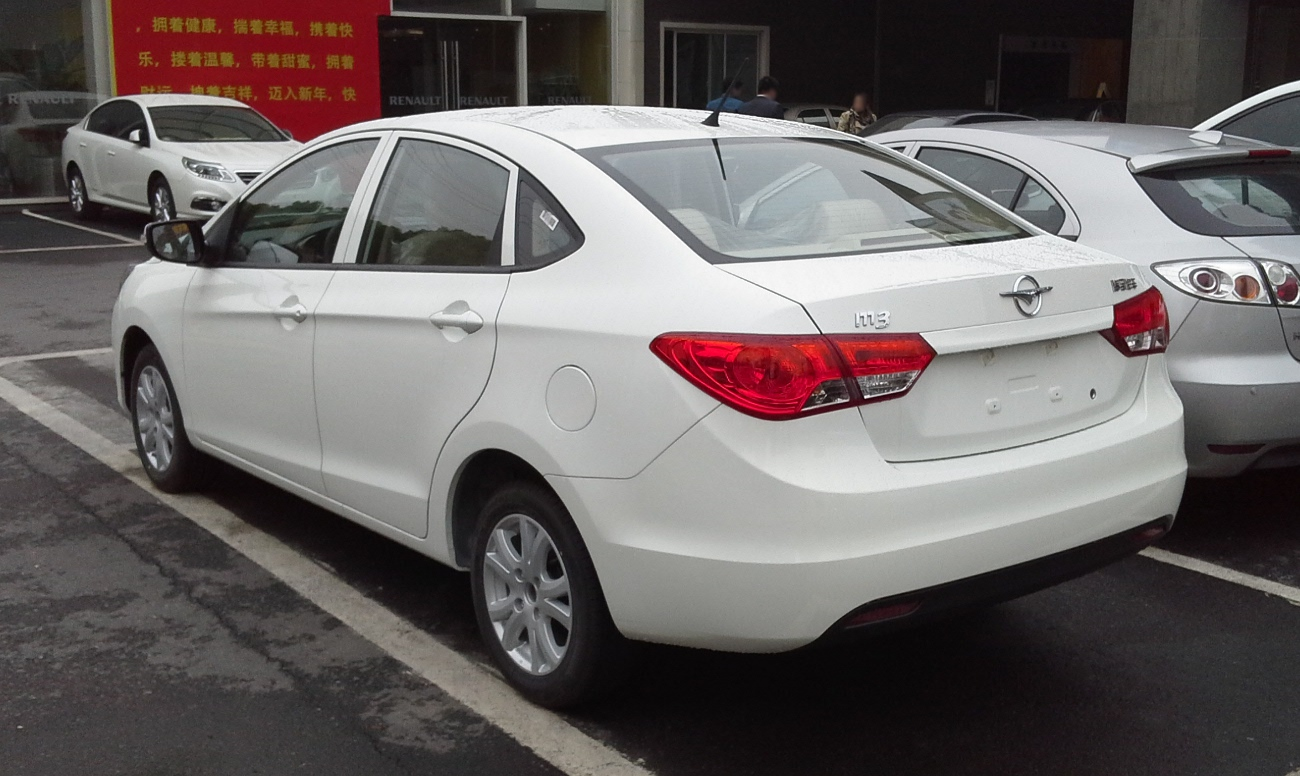
Вид сзади

### Фейслифтинг (2017)
В 2017 году интерьер и экстерьер Haima M3 были значительно переработаны. Передняя часть стала похожа на Opel Astra K, а задняя — на Toyota Corolla (E170). Автомобиль приводится в движение 1,5-литровым рядным четырёхцилиндровым двигателем с клапанным механизмом VVT, который изначально сочетался только с шестиступенчатой механической трансмиссией. С 2019 года двигатель также сочетается с вариатором.

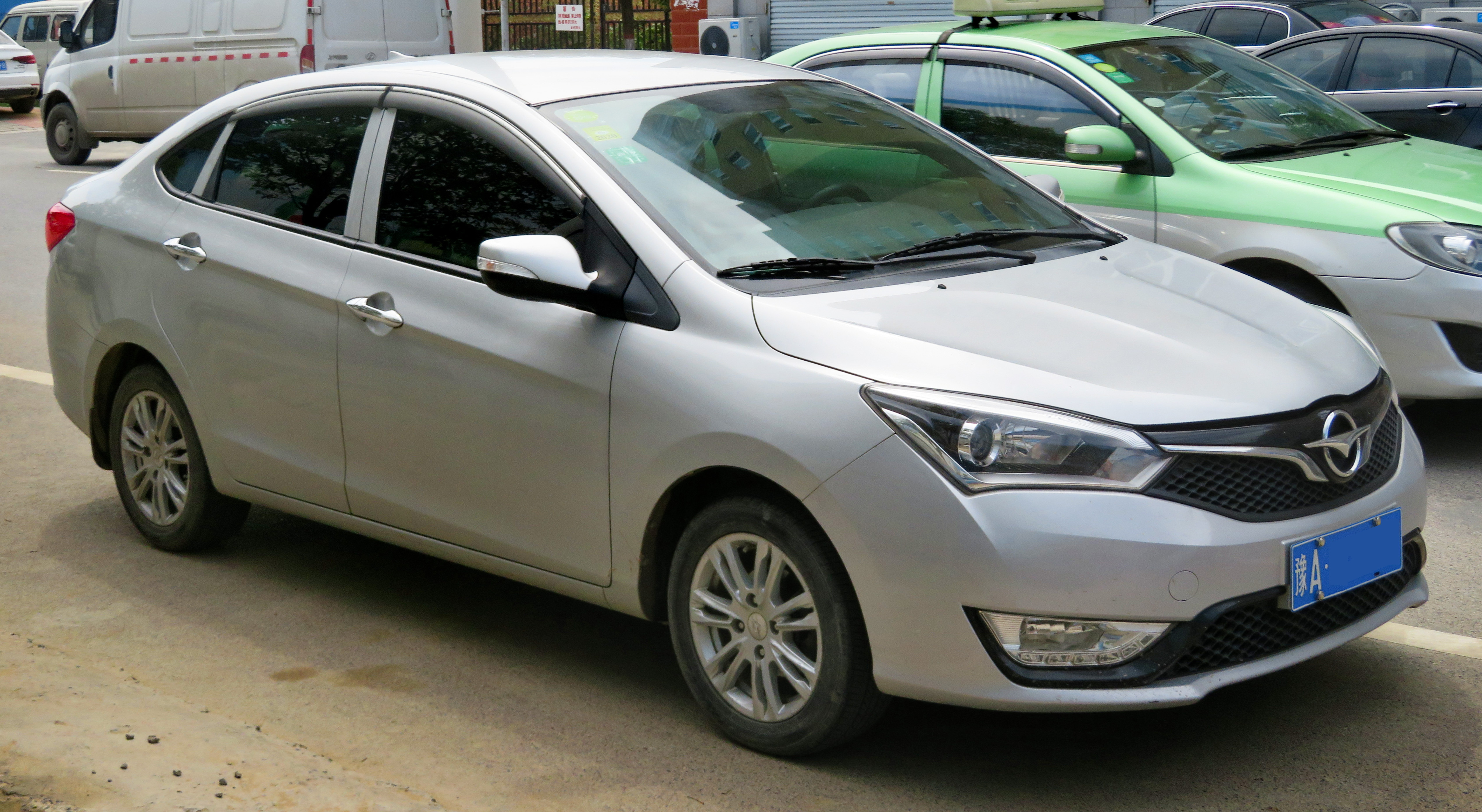
Вид спереди
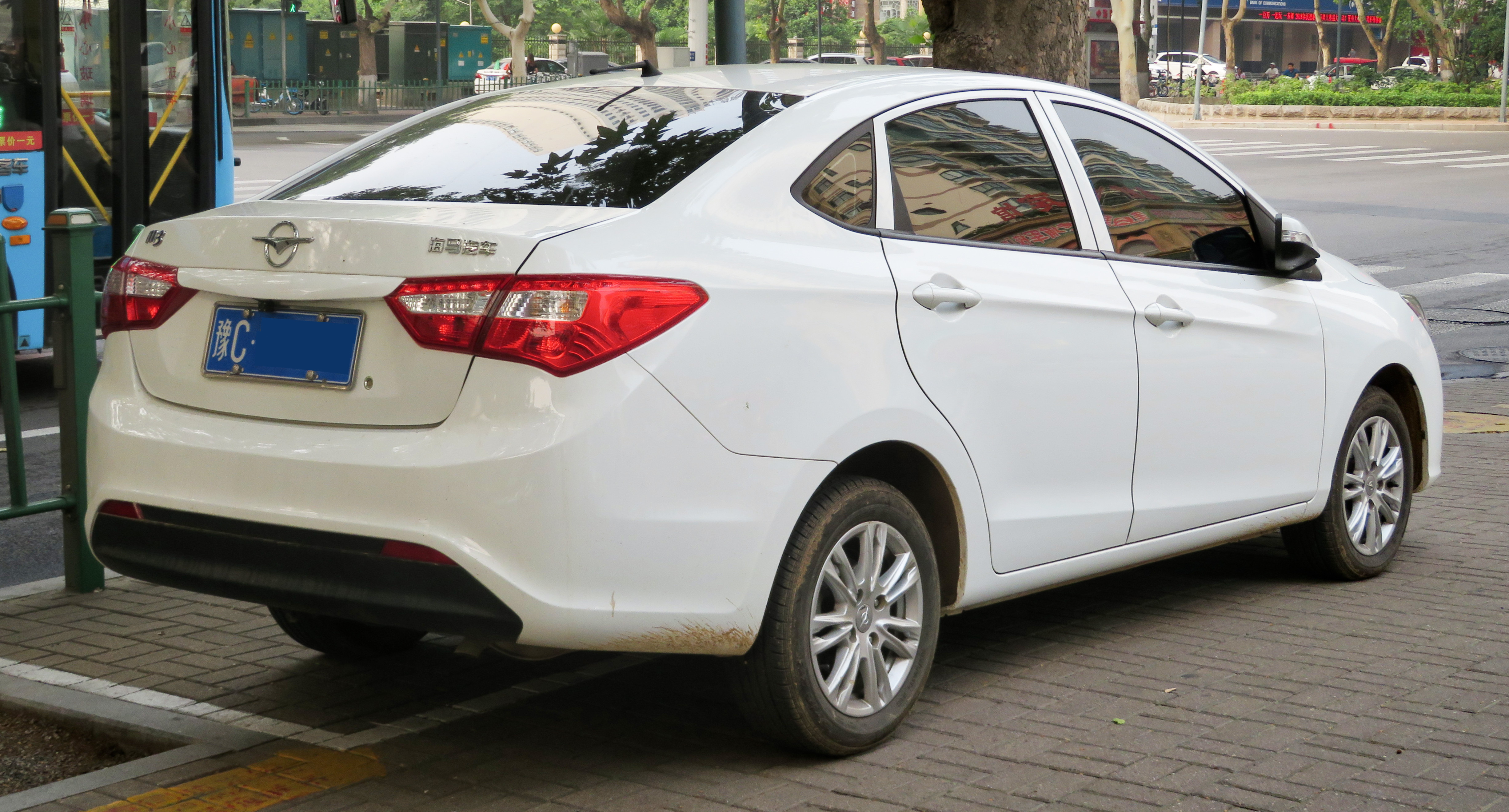
Вид сзади

## Haima @3 EV
Haima @3 EV является электромобилем на базе Haima M3. Он был запущен в производство в 2016 году по цене 119800 юаней. Автомобиль оснащён электродвигателем мощностью 95 л. с., развивающим максимальную скорость 120 км/ч. Запас хода составляет 200 км, а до 220 В аккумулятор заряжается за 7 часов. Позже автомобиль прошёл рестайлинг.